# Carlo Morelli di Schönfeld
Carlo Morelli di Schönfeld (* 4. März 1730 in Görz; † 3. September 1792 daselbst) war ein habsburgischer Amtsträger in Görz und Triest, zugleich bedeutender Historiker seiner Heimatstadt und der gesamten Grafschaft.

## Leben
Carlo Morelli war ein Sohn des Pietro Antonio Morelli di Schönfeld (1700–1747) und seiner Frau Elena, einer geborenen Baronessa di Taccò (oder Tacco) (1704–1747). Geboren am 4. Mai 1730, wurde er am 9. Mai mit dem Namen Giacomo Carlo getauft; doch die Zeremonie wurde in Ossegliano wiederholt, wo der Großvater mütterlicherseits Carlo Baron von Taccò (1670–1742) und die Contessa Anna Coronini Taufpaten wurden. Dort erhielt er eine Reihe weiterer Namen, die wichtig für die familiäre Tradition waren. Die Familie besaß enorme Ländereien. Sie besaß zudem das Vorrecht, die Abgaben auf Wein und Fleisch einzuziehen, aber sie stieß auch auf Widerstand im Patriziat der Stadt, etwa, weil Morellis Vater die Abgaben auf der Grundlage des entstehenden Katasters drastisch erhöht hatte.
Carlo Morelli hatte einen Bruder namens Francesco (1732–1775) und zwei Schwestern. Diese waren Giuliana (* 1734) und Elisabetta (* 1736). Die beiden heirateten in Venedig und verschwanden damit aus dem Blickfeld ihres Bruders. Der Onkel Antonio Morelli (1706–1764) sah für Carlo eine eher lokale, klerikale Laufbahn vor. Er erwarb 1756 für Carlo einen kleinen Rechtstitel, der es ihm erlaubte, im Rahmen der niederen Gerichtsbarkeit tätig zu werden. Der Taufpate seines Bruders Francesco war Karl Cobenzl, dessen Vater in Wien Minister war. Derlei Kontakte förderten den Lebensweg in dieser Zeit ungemein, waren geradezu unverzichtbar.
Carlo oder Karl, der diese Adelskontakte nebst Titel zu ignorieren suchte – er unterschrieb mit „Carlo“, resp. „Karl Morelli“ – studierte in irgendeiner Form Rechtswissenschaften, jedenfalls nicht an einer der Universitäten. Oder er erhielt entsprechende Rechte bloß aufgrund seiner Abstammung – und wurde 1753 Auscultant am Consiglio capitanale, der Statthalterei in Görz. Schon 1750 hatte er das dem Adel vorbehaltene Privileg in Anspruch genommen, an den Sitzungen der Stati provinciali teilzunehmen, die auch auf lokalen Ebene das Stadtregiment innehatten.
Mit der Vereinigung der Grafschaften Görz und Gradisca 1754 stieg er zum Rat auf, wobei er sich vor allem mit wirtschaftlichen Fragen zu befassen hatte. Dieser Aufstieg stellte einen üblichen Schritt in der adligen Karriereleiter dar, und die Reformen Maria Theresias hatten die Aufgaben der Stati Provinciali sowieso auf das Ökonomische reduziert.
In dieser Funktion bereiste er 1756 und 1757 zahlreiche Städte Frankreichs und Italiens, um die dortigen wirtschaftlichen Verhältnisse und Bedingungen kennen zu lernen („Commerz-Reisen“). Dabei unterstützten ihn die lokalen Vertreter Österreichs. Zahlreiche seiner Schriften, die er nach der Rückkehr abfasste, sind erhalten. Auch entstand ein Kataster, das bis heute den Namen Misurazione Morelliana trägt.
Ab den 1760er Jahren widmete er sich der Aufgabe, das Archiv der Stati Provinciali goriziani zu ordnen. Ab 1762 erhielt er, nicht ohne Schwierigkeiten, die Schlüssel zum Archiv ausgehändigt. Mit Hilfe des Schreibers Matteo Liban brachte er das Werk bis 1765 zu Ende. 1771 richtete sich ein anonymer Protest bei Hof gegen Morelli, dem unterstellt wurde, er hätte die Akten zugunsten des Adels manipuliert. Seine Entdeckungen hatten unmittelbare Auswirkungen. So wurden schon 1764 die von ihm entdeckten Dokumente dazu benutzt, den Zugang zum privilegierten Adel zu regeln.
Als Karl von Zinzendorf aus Wien im August 1771 anreiste, den Morelli bereits von seinem Aufenthalt in der Hauptstadt kannte, notierte dieser minutiös die lokalen Zustände. Mit ihm diskutierte Morelli ausgiebig über die Handelsfreiheit, selbst bei den stundenlangen Kutschfahrten. Die Beschwerden gegen Morellis Amtsführung erkannte Zinzendorf durchaus als zutreffend. Hingegen fand er die Archivordnung vorzüglich. Gemeinsame Feiern und eine Liebschaft mit der knapp 30-jährigen Clementina Coronini vertieften die Freundschaft der Männer. Auch nach seiner Abreise schrieben sich die Männer mehrmals im Monat Briefe. Zinzendorfs Tagebuch (er blieb bis 1782 in Triest) ist eine der wichtigsten Quellen für die Region, aber auch für das Leben Morellis. Zinzendorf las auch das historische Werk Morellis, dem er Trost zusprach wegen seiner aussichtslosen Liebe zur Contessa Taaffe, mit vollem Namen Maria Guidobaldine Brigitte Gräfin Chotek. Sie war die Tochter von Rudolph Chotek von Chotkow. Ihr Mann, Giovanni Battista da Taaffe, den sie 1759 geheiratet hatte, war im Dezember 1765 mit nur 33 Jahren gestorben. Morelli reiste mit der Witwe nach Wien, wollte sie heiraten, doch war ihr Stand zu hoch für ihn, die Kosten ebenfalls. Sie heiratete später Joseph Emmanuel Malabayla Graf von Canal.
Daneben beschäftigte sich Morelli nicht nur mit der archivalischen Überlieferung der Stadt, sondern er schrieb eine Geschichte der Grafschaft Görz, deren erster Band 1773 unter dem bescheidenen Titel Saggio storico della Contea di Goriziapubliziert wurde. In einer späteren Auflage erschien das Werk bereits unter dem Titel Istoria della Contea di Gorizia, wie er es in seinem Manuskript übertitel hatte. Die erste Auflage erschien bei Gallici in Udine, nicht wie das Werk suggeriert, in Görz. Dies geschah, um sich möglichen Zugriffen der venezianischen Staatsinquisition zu entziehen, die im Machtbereich der Republik Venedig alle Ausgaben konfiszieren ließ. Zu einer Neuauflage des Werkes zu Lebzeiten Morellis kam es nicht mehr, auch wenn er Band 2 noch am 13. März 1781 der Inquisition vorlegte.
Seine Witwe überantwortete das Autograph der Società agraria goriziana. Im Jahr der ersten Auflage 1773 lernte Morelli Giacomo Casanova kennen, der sich von August bis zum 31. Dezember in Görz aufhielt, und der das Manuskript las. Er gab vor, wie er später schreibt, nichts Veränderungswürdiges gefunden zu haben, womit er die Freundschaft des Autors gewann, was bei kritischer Durchsicht nicht der Fall gewesen wäre.
Als 1783 der Capitaniale Consiglio im Rahmen der josephinischen Reformen aufgehoben wurde, an dem Morelli schon 1758 kurzfristig mitarbeitete und in das die Kaiserin ihn am 20. April 1771 beförderte, wurde er der einzige Vertreter von Görz im neugeschaffenen k. k. Provinzial-Gouvernement von Triest und Görz. Dies geschah wieder gegen heftigen Widerstand. Er war nun neben allen ökonomischen Fragen auch für die Themen Archive, Zensur, Zensus, Landwirtschaft und Kunst zuständig. Seit der Ausweisung der Jesuiten 1774 hatte er die Zuständigkeit für die Volksbildung, aber auch die höhere Bildung erhalten. Die istruzione popolare hielt er für unnütz, wenn nicht gefährlich.
In fortgeschrittenem Alter heiratete er die am 8. Juli 1761 geborene, gerade 17-jährige, sehr gebildete Francesca Freiin von Valvasor in Klagenfurt im Spätsommer 1778. Beide begeisterten sich für den gemeinsamen Garten in Ossegliano, sie mied aber die höfischen Zusammenkünfte. Auch beklagte sie, dass es schwierig sei, in Görz englischsprachige Bücher zu beschaffen, eine Sprache, die sie vorzüglich beherrschte. Zinzendorf notierte, Morelli sei „glücklich wie ein König“, und auch sie war, wie sie zehn Jahre später schrieb, in diesen Jahren sehr glücklich.
Morelli wurde in Wien nicht gehört, als er 1789 darum bat, von seiner Arbeit am Kataster entbunden zu werden. Als Kaiser Joseph starb, kehrte seine Nachfolger Leopold II. zum früheren Kontributionsverfahren bei der Abgabeneinziehung zurück. Dabei entspann sich ein jahrelanger Streit um die Schulden, die sich im Haushalt von Görz über Jahrzehnte aufgetürmt hatten. Unter Beibehaltung seiner Einkünfte und Ehren ging Morelli am 6. Juni 1791 in den Ruhestand, mit einer Apanage von jährlich 2000 Fiorin.
Doch sein Gesundheitszustand verschlechterte sich rapide. Am 27. August 1792 machte er sein Testament zugunsten seiner Frau. Am 31. August konnte er nicht mehr schreiben, sondern musste seinen letzten Brief an Zinzendorf Karl von Donek diktieren. Er starb in seiner Heimatstadt Görz am 3. September 1792.

## Hauptwerk
- Gian Giacomo Della Bona (Hrsg.): Istoria della Contea di Gorizia. Studi e documenti su Carlo Morelli e l'Istoria della Contea di Gorizia, Studien nebst kritischer Neuedition der Erstausgabe von 1796, Neuauflage 1855 (Digitalisat), Edizioni della Laguna, Venedig 2003. (Digitalisat)
- Istoria della Contea di Gorizia di Carlo Morelli di Schönfeld in quattro volumi compresavi un Appendice di note illustrative, 4 Bände (Bd. 2: 1600–1700, Bd. 3: 1700–1790, Bd. 4: Osservazioni ed aggiunte di G. D. Della Bona sopra alcuni passi dell’istoria della Contea di Gorizia di Carlo Morelli di [82] Schönfeld), Paternolli, Görz 1855–1856.